# Goldzahn-Schneckling
Der Goldzahn-Schneckling oder Gelbflockige Schneckling (Hygrophorus chrysodon) ist eine Pilzart aus der Familie der Schnecklingsverwandten.

## Merkmale

### Makroskopische Merkmale
Der Hut misst im Durchmesser 2–7 cm, ist jung gewölbt, verflacht später und entwickelt einen stumpfen Buckel. Die Oberfläche ist glatt, jung weißlich sowie später gelblich gefärbt, auf Druck gilbend und hat ein schwaches Muster von eingewachsenen radialen Fasern. Bei feuchter Witterung ist sie sehr schleimig-schmierig, trocken matt. Der Hutrand ist anfangs eingerollt. An ihm befinden sich die namensgebenden hängenden, leuchtend gold- oder zitronengelben Flocken. Manchmal befinden sich auch auf der Hutmitte gelbe Flocken, die Reste des Velum universale darstellen. Die dicklichen Lamellen stehen etwas entfernt und sind am Stiel angewachsen bis herablaufend. Vor allem jung weisen sie manchmal eine gelbflockige Schneide auf. Die Lamellenfläche ist weiß bis cremefarben. Später besitzen sie einen blassrosa-gelblichen Schein. Das Sporenpulver ist weiß. Der zylindrische Stiel ist 3–8 cm lang und 5–15 mm dick, zylindrisch geformt und vollfleischig oder wollig ausgefüllt. Seine Oberfläche besitzt eine weiße bis blassgelbe Farbe und ist besonders an der Spitze fein gelb geflockt. Das Fleisch ist weiß, unter der Hut- und Stieloberfläche mitunter gelblich. Es ist saftig, schmeckt mild und riecht schwach säuerlich-aromatisch, ein wenig an die Raupe des Weidenbohrers erinnernd. Fleisch und Oberflächen reagieren bei Kontakt mit Laugen wie Kaliumhydroxid (KOH) mit einer gelben Verfärbung.

### Mikroskopische Merkmale
Die Sporen sind elliptisch bis spindelig-elliptisch geformt, 7–10 Mikrometer lang und 3,5–5 µm breit; ihre Oberfläche ist glatt. Sie sind hyalin und weisen Tropfen auf. Je vier von ihnen reifen an den Basidien heran. Diese sind zylindrisch-keulig geformt und messen 35–45 × 5,5–7 µm. Sie besitzen an ihrer Basis eine Schnalle. Zystiden sind nicht vorhanden. Die Huthaut (Pileipellis) ist eine Ixocutis aus zylindrischen bis welligen, teilweise gegabelten Hyphen von 1,5–4 µm Breite. Sie sind in eine schleimige Masse eingebettet, aus der einzelne Hyphenenden hervorstehen. Die Septen weisen Schnallen auf.

## Artabgrenzung
Im Alter kann die Oberfläche des Fruchtkörpers weitestgehend weiß werden und Beflockung oder Schüppchen verlieren und dann schwer unterscheidbar werden. Die Kaliumhydroxid-Reaktion unterscheidet ihn dann noch klar von anderen Schnecklingen.
Er ähnelt dem Verfärbenden Schneckling (Hygrophorus discoxanthus), der wegen seines aufdringlichen Geschmacks kaum zum Verzehr geeignet ist. Er bildet etwas größere Fruchtkörper aus, die nach Essig riechen und besonders bei Buchen anzutreffen sind.

## Ökologie und Phänologie
Der Goldzahn-Schneckling ist ein Mykorrhiza-Pilz, der mit Laub- und Nadelbäumen in Symbiose lebt. Dazu zählen vor allem die Rotbuche und die Gemeine Fichte. Er ist in meso- und calciphilen Buchen- und Buchen-Tannen-Wäldern mit oder ohne Fichten zu finden. Dies sind vor allem Waldmeister-Buchenwälder. Er ist aber auch in Nachfolgeforsten mit Fichten dieser Waldarten anzutreffen. In Parks, Gärten und ähnlichen Biotopen kommt der Pilz dagegen kaum vor.
Die Art besiedelt frische bis sickerfeuchte, neutrale bis stark alkalische, mildhumose, sandige bis verlehmte Böden, die deutlich basengesättigt, aber nicht zu nährstoffreich sind. Somit wächst sie in Braunlehmrendzinen, Braun- und Parabraunerden. Diese befinden sich über Kalk, Kalksand oder Mergeln. Daneben kann der Pilz auf sauren Böden angetroffen werden, wenn durch den Schotter von Wegen oder Straßen oder Düngung genügend Kalk in den Boden bringt.
Die Fruktifikation erfolgt zwischen August und November, insbesondere im Oktober. Die Fruchtkörper erscheinen dabei einzeln bis gesellig.

## Verbreitung
Der Goldzahn-Schneckling ist in der Holarktis meridional bis temperat verbreitet. So ist er in Nordamerika (USA, Kanada), Europa und Nordasien (Ostsibirien, Korea, Japan) anzutreffen. In Europa reicht das Gebiet von Großbritannien und Frankreich im Westen bis Tschechien, zur Slowakei und Ungarn im Osten sowie südwärts bis Spanien, Italien und Rumänien und nordwärts bis zu den Hebriden, ins mittlere Fennoskandinavien und Estland.

## Systematik
Die offizielle wissenschaftliche Erstbeschreibung geht auf einen 1789 veröffentlichten Teil des Werkes „Elenchus Fungorum“ von August Batsch zurück. Das Art-Epitheton „chrysodon“ aus dem wissenschaftlichen Namen bedeutet „Goldzahn“.
Es gibt eine var. leucodon, bei der die gelben Flöckchen fehlen. Darüber hinaus wurde eine var. incarnatum beschrieben, die fleischfarbene Lamellen oder rötlich verfärbendes Fleisch besitzt.

## Bedeutung
Der Goldzahn-Schneckling ist essbar und wird als Speisepilz genutzt.